# 芝勒都
芝勒都是印度尼西亚万丹省丹格朗市的一个区。该区以及周边地区有许多技术先进的纺织工厂，它是印度尼西亚最大的希贾布产业中心，因此被称为“面纱中心”。